# Gainax
Studio Gainax var en japansk produktionsstudio för i första hand anime. Deras mest kända produktion var Neon Genesis Evangelion, utgiven 1996. Studion grundades i början av 1980-talet av de fyra universitetsstudenterna Hideaki Anno, Yoshiyuki Sadamoto, Akai Takami och Higuchi Shinji under namnet Daicon Film. 1985 byttes dock namnet till Gainax och kända första långfilmen är Royal Space Force: The Wings of Honneamise som släppte år 1987.